# Honduras na Mistrzostwach Świata w Lekkoatletyce 2017
Honduras na Mistrzostwach Świata w Lekkoatletyce 2017 – reprezentacja Hondurasu podczas Mistrzostw Świata w Londynie liczyła 1 zawodnika, który nie zdobył medalu.

## Rezultaty
| Zawodnik         | Konkurencja        | Preliminaries | Preliminaries | Eliminacje | Eliminacje | Półfinał | Półfinał | Finał    | Finał   |
| Zawodnik         | Konkurencja        | Rezultat      | Pozycja       | Rezultat   | Pozycja    | Rezultat | Pozycja  | Rezultat | Pozycja |
| ---------------- | ------------------ | ------------- | ------------- | ---------- | ---------- | -------- | -------- | -------- | ------- |
| Rolando Palacios | Bieg na 100 metrów | 10,73         | 15.           | NQ         | NQ         | NQ       | NQ       | NQ       | NQ      |